# Alerte à Malibu : Mariage à Hawaï
Pour plus de détails, voir Fiche technique et Distribution.
Alerte à Malibu : Mariage à Hawaï (Baywatch: Hawaiian Wedding) est un téléfilm américain réalisé par Douglas Schwartz et diffusé en 2003. Il marque les retrouvailles des personnages principaux de la série télévisée Alerte à Malibu.

## Synopsis
Deux ans après son accident, Mitch Buchannon, le célèbre sauveteur, déclaré amnésique un certain temps par les médecins, a retrouvé la mémoire et convie ses amis sur une île d'Hawaï pour son futur mariage avec Allison Ford. Sa nouvelle fiancée, Allison, ressemble à son ancienne fiancée, le lieutenant Stephanie Holden, morte au cours de la septième saison. Toutefois, Allison coopère avec un vieil ennemi de Mitch, Mason Sato, pour se venger de Mitch. Ce comportement intrigue l'ex-femme de Mitch, Neely Capshaw, ainsi que ses anciennes partenaires Caroline Holden et C. J. Parker. Les filles tentent de faire ouvrir les yeux de Mitch sur les intentions de celle qu'il s'apprête à épouser.

## Fiche technique
- Titre original : Baywatch: Hawaiian Wedding
- Titre français : Alerte à Malibu : Mariage à Hawaï
- Réalisation : Douglas Schwartz
- Scénario : Michael Berk, Douglas Schwartz
- Musique : Cori Lerios
- Production : Francis J. Conway
- Société de production : Fox Television Studios
- Pays de production :  États-Unis
- Langue originale : anglais
- Format : couleurs - 1,78:1 - 35 mm - son stéréo
- Genre : action, drame, aventure
- Durée : 100 minutes
- Dates de sortie :
  - États-Unis : 28 février 2003 (1re diffusion sur FOX)
  - France : 7 janvier 2004 (sortie en DVD[1])

## Distribution
- David Hasselhoff (VF : Yves-Marie Maurin) : Mitch Buchannon
- Yasmine Bleeth (VF : Anne Rondeleux): Caroline Holden
- Alexandra Paul (VF : Véronique Augereau) : Allison Ford
- Pamela Anderson (VF : Malvina Germain) : C.J. Parker
- Billy Warlock (VF : Olivier Destrez) : Eddie Kramer
- Gena Lee Nolin (VF : Catherine Privat) : Neely Capshaw
- Nicole Eggert (VF : Véronique Alycia) : Summer Quinn
- Carmen Electra (VF : Rafaèle Moutier) : Lani McKenzie
- John Allen Nelson : John D. Cort
- Michael Bergin (VF : Guillaume Lebon) : Jack J.D. Darius
- Jeremy Jackson (VF : Christophe Lemoine) : Hobie Buchannon
- Jason Momoa (VF : Tanguy Goasdoué) : Jason Ioane
- Stacy Kamano (en) (VF : Sandrine Fougère) : Kekoa Tanaka
- Brande Roderick (VF : Nathalie Bleynie) : Leigh Dyer
- Angelica Bridges (VF : Françoise Cadol) : Taylor Walsh
- David Chokachi : Cody Madison (apparition en flash-back)
- Cary-Hiroyuki Tagawa : Mason Sato
- Sidney Liufau : Victor
- Elke Jeinsen (de) : Lady Pirate
- Sharon Bruneau : la jeune femme en maillot de bain Venus (non créditée)
- Jesse Jane : une jeune femme en bikini (non créditée)